# Vésenaz
Vésenaz est un village résidentiel de la périphérie de Genève en Suisse, situé sur le territoire de la commune de Collonge-Bellerive. 
On y trouve notamment un temple protestant et une église catholique, une école primaire publique, une poste, un poste de police municipale, un centre médical, ainsi que divers commerces et services. Le village est aussi doté d'une zone industrielle et artisanale dite de "la Pallanterie" où se trouve une des plus importantes minoteries de Suisse romande dite BISA, une coopérative agricole.
Une tranchée couverte passant sous le centre de la localité, destinée à faciliter le flux frontalier, a été inaugurée le 17 janvier 2014.

## Histoire
Le village de Vésenaz a fait l’objet d’une donation en 1336 par un comte de Genève : Amédée III. Après ceci, le village dépendait de l’abbaye de Bellerive.

## Culture
Le château de Vésenaz, qui est en fait une maison forte, est inscrit comme bien culturel d'importance régionale.

## Transports
Le village de Vésenaz est desservi par les lignes de bus 29, 38, 39, A, E, E+, G et G+ des Transports publics genevois.